# City of Paris Dry Goods Co.
De City of Paris Dry Goods Company (later City of Paris ) was van 1850 tot 1976 een van de belangrijkste warenhuizen van San Francisco, gelegen schuin tegenover Union Square. Halverwege de 20e eeuw werden er een aantal vestigingen geopend in andere steden in de Bay Area. De belangrijkste winkel in San Francisco werd in 1980 gesloopt na een langdurige strijd om het pand te behouden en een nieuwe Neiman Marcus te bouwen, maar de originele rotonde en glazen koepel van de winkel werden behouden en opgenomen in het nieuwe ontwerp.

## Geschiedenis

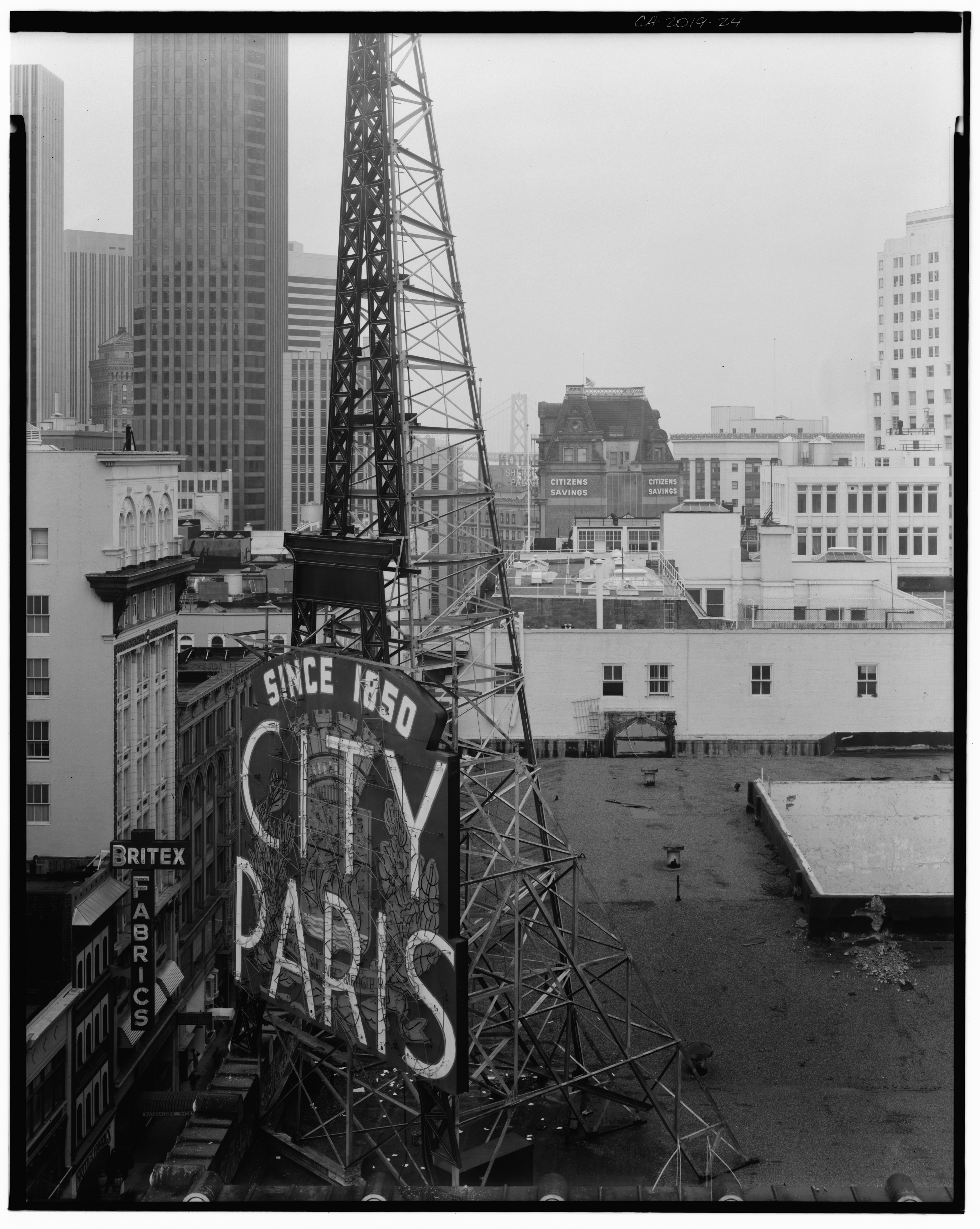
Het bord op het dak van het gebouw

De geschiedenis van de winkel gaat terug tot de Gold Rush van 1849 in Californië. Het bedrijf werd in mei 1850 opgericht door Felix en Emile Verdier, toen Emile in de haven van San Francisco aankwam op een gecharterd schip, de Ville de Paris (stad Parijs), geladen met zijde, kant, fijne wijnen, champagne en cognac. De gebroeders Verdier waren voorheen eigenaar van een fabriek van zijden kousen in Nîmes en Parijs in Frankrijk. Als snel omringden inwoners van San Francisco het schip met roeiboten en kochten alle goederen op, zonder dat ze ooit van het schip werden gelost. Veel aankopen werden gedaan met zakken goudstof. Emile Verdier keerde snel terug naar Frankrijk, laadde een schip vol en keerde terug naar San Francisco. In 1851 arriveerde hij en opende een kleine winkel aan de waterkant op Kearney Street 152, genaamd City of Paris. Het Latijnse motto van de winkel (Fluctuat nec mergitur, "Het drijft en zinkt nooit") is ontleend aan het stadszegel van Parijs.
De laatste en bekendste locatie van de winkel was een Beaux-Arts-gebouw, ontworpen door architect Clinton Day, gebouwd in 1896 op de hoek van Geary Street en Stockton Street, tegenover Union Square.
De familie Verdier richtte in 1839 in Parijs een beroemd restaurant op: La Maison Dorée van Louis Verdier en daarna de Etablissements Gaston Verdier (textielindustrie in Frankrijk).

## Filialen
De vestiging van de City of Paris in San Diego werd in 1886 geopend in het Bancroft Building op de zuidoosthoek van Fifth Street en G Street, in wat nu de Gaslamp Quarter is. Het gebouw werd ontworpen door de architect Clinton Day uit San Francisco.
In de jaren 1940 opende de City of Paris een vestiging in het afgelegen Vallejo, Californië, en op andere locaties in de Bay Area.
De Franse emigrant Auguste Fusenot (Frans consul in Los Angeles 1898–1907) arriveerde in 1873 in de VS en werd al snel partner bij de City of Paris Dry Goods Co. Nadat hij het vak had geleerd, richtte hij in 1893 het warenhuis Ville de Paris op aan de Broadway in Los Angeles. Later werd de naam B.H. Dyas Co., waarna het in de jaren 1930 opgeheven werd. De twee vestigingen werden The Broadway Hollywood en Myer Siegel (in het centrum).
Van 1874 tot 1897 was er ook een niet-gerelateerd warenhuis met de naam City of Paris in Los Angeles.

## Aardbeving San Francisco
Het gebouw was een van de weinige in de wijk die de aardbeving van 1906 in San Francisco en de daaropvolgende vuurstorm overleefde. Het interieur raakte door de brand echter zwaar beschadigd. Het interieur werd na de aardbeving opnieuw ontworpen door John Bakewell en Arthur J. Brown, en herbouwd met een weelderige centrale rotunda, bekroond met een koepel van gebrandschilderd glas. De winkel werd in 1909 heropend, nadat deze terug verhuisde van een tijdelijke locatie in het Hobart Mansion aan Van Ness Avenue. In 1909 begon de winkel met de traditie om een enorme kerstboom in het midden van de rotunda te plaatsen. Deze werd vanaf dat moment erkend als de officiële kerstboom van de stad.
De City of Paris behield een band met de Franse cultuur, wat tot uiting kwam in de inrichting en de koopwaar van de winkel. De Verdier Cellars had een ruime voorraad aan uitstekende Franse wijnen en de meest uitgebreide wijnafdeling van alle Amerikaanse warenhuizen. Tijdens de drooglegging werd de benedenverdieping van de winkel omgebouwd tot een Frans dorp en kreeg de naam Normandy Lane. Dit concept werd overgenomen door de buurman Macy's California, die de benedenverdieping van de winkel op dezelfde manier verbouwde en de naam Macy's Cellar gaf. Macy's Cellar werd ook toegepast op locaties van andere Macy-divisies. In 1961, toen Julia Child en Simone Beck hun net gepubliceerde boek Mastering the Art of French Cooking promootten, brachten ze een hele dag door in de winkel om kookdemonstraties te geven. De boekhandelaar Brentano opende een filiaal in de City of Paris; het werd de grootste boekhandel ten westen van Denver.
De City of Paris had meerdere filialen in de San Francisco Bay Area: in het Hillsdale Shopping Center, San Mateo, Californië; Vallejo, Californië, Stonestown Shopping Center (1960); Northgate Shopping Center (maart 1965). 

## Sluiting

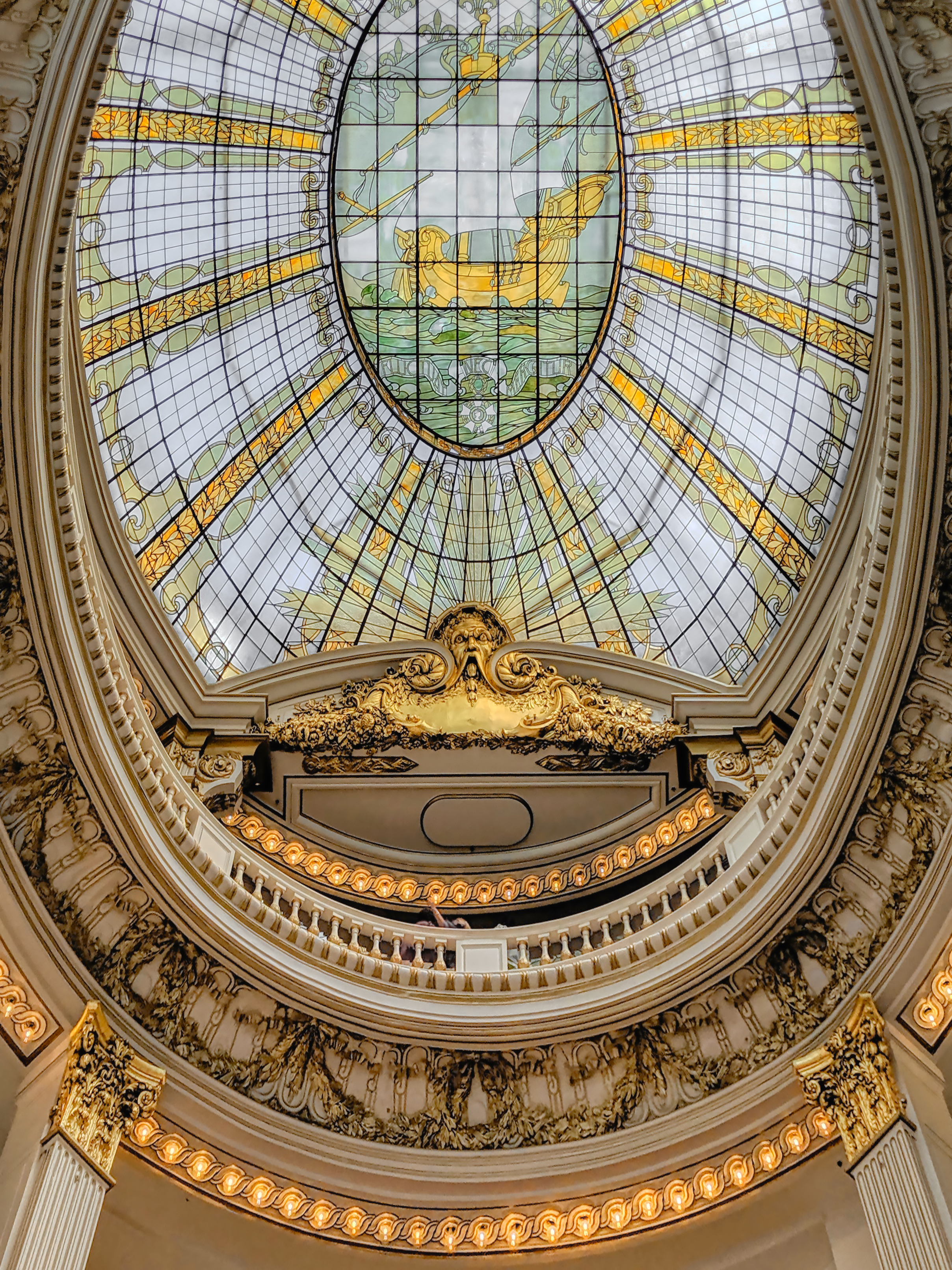
Koepel van de rotonde van City of Paris

De City of Paris bleef tot de sluiting in maart 1972 in handen van de familie Verdier. De winkel was niet failliet, maar leed wel verlies. Het winkelpand werd gekocht door Liberty House (Hawaï) en heropend als Liberty House at the City of Paris. Liberty House bouwde een nieuwe winkel op de hoek van Stockton en O'Farrell Street. In 1974 werd het gebouw van de City of Paris gesloten en werd de locatie verkocht aan Neiman Marcus. Joseph Magnin exploiteerde van 1974 tot 1977 het Magnarama-uitverkoopcentrum op de eerste verdieping. De aankondiging van Neiman Marcus dat het van plan was het oude gebouw te slopen om er een eigen warenhuis te bouwen, leidde tot een langdurige campagne om het gebouw te behouden. Ondanks dat het gebouw op de National Register of Historic Places stond als een historisch monument van Californië, 66.000 handtekeningen van burgers om het gebouw te behouden en diverse juridische procedures werd het in 1981 gesloopt. Het nieuwe gebouw, ontworpen door de postmodernistische architect Philip Johnson, werd vaak verguisd door architectuurcritici, maar is in de loop der tijd populair geworden bij toeristen en de lokale bevolking. Het architectonische middelpunt van het gebouw is de originele rotonde en het glas-in-lood daklicht onder een glazen koepel. Deze zijn bewaard gebleven en verplaatst naar de hoek van het gebouw, tegenover Union Square. Het oude atrium is omgeven door een moderne glazen wand, op de bovenste verdieping omgeven door een restaurant. 